# Спеце (1890)

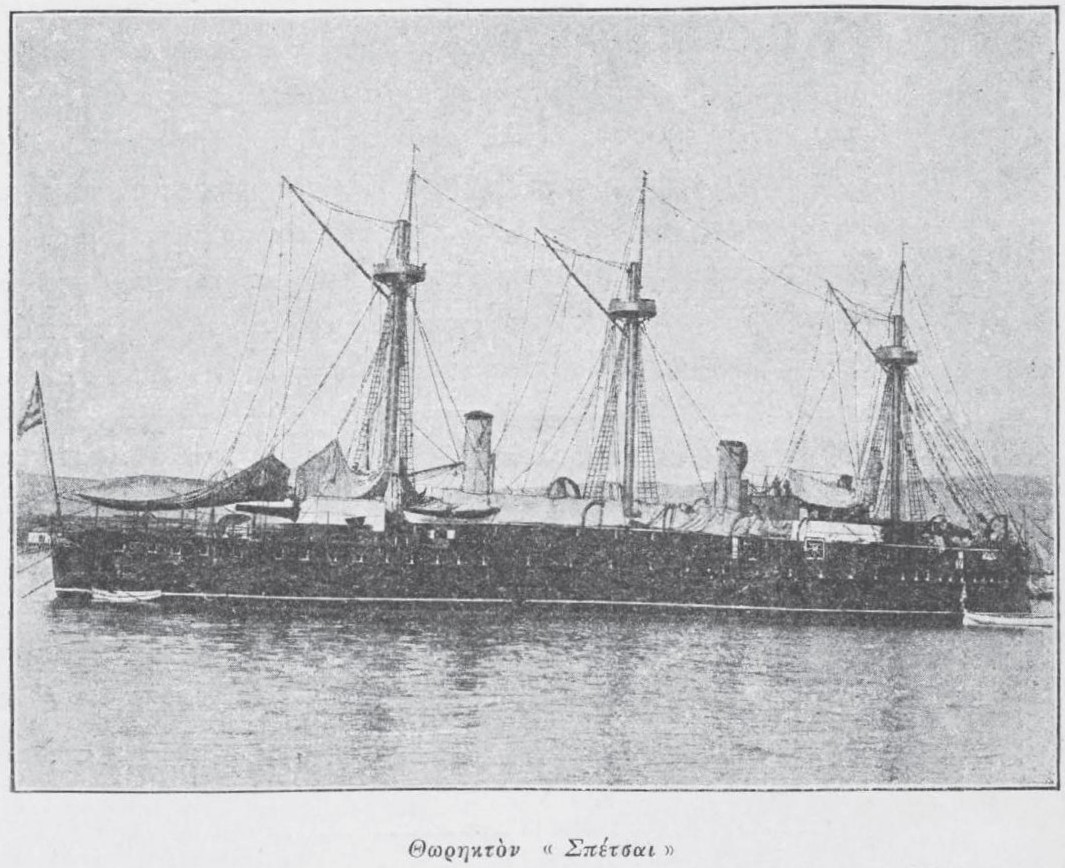
Броненосець берегової оборони "Спеце", 1896 рік.

«Спеце» (грец. ΣΠΕΤΣΑΙ) — броненосець берегової оборони типу «Ідра», побудований за замовленням грецького уряду між 1887—1890 році за проектом французького адмірала Дюпона на верфі Forges et chantiers de la Méditerranée Гавр, Франція. Отримав ім'я одного з трьох основних островів-оплотів грецького флоту епохи Грецької революції — острова Спеце. Відповідно два інших кораблі серії отримали імена «Псара» і «Ідра» на честь двох інших островів.
Під час греко-турецької війни 1897 року був флагманом Західної (Іонічної) ескадри Дімітріоса Кріезиса, під безпосереднім командуванням капітана Р. Апостоліса. Після потоплення турками за 3 години до початку війни у Превезі вантажно-пасажирського судна «Македония», броненосець, разом з іншими кораблями ескадри, здійснив обстріл османських фортець на вході в  Амбракійску затоку, але без особливого успіху.
Під час Першої Балканської війни був флагманом ескадри капітана П. Гініса, під безпосереднім командуванням капітана А. Вурекаса. Будучи вже досить застарілим, взяв участь у грецьких перемогах над турецьким флотом у битвах при  Еллі і битві при Лемносі. Щоправда у другій битві тихохідні броненосці не могли встигати за новим кресером "Георгіос Авероф", тому активної ролі не зіграли. 
У період 1922-1929 корабель використовувався як школа зв'язку. У 1930 році був проданий на брухт.

## Попередники
- Вітрильний корвет. У складі флоту з 1828 року.
- Парови канонерський човен. У складі флоту з 1881 року. У 1889 році перейменований на «Актіон».

## Наступники
- Спеце (есмінець). У складі флоту з 1933 року
- Спеце (фрегат). У складі флоту з 1996 року.